# Charles Germain
Charles Germain (* 3. November 1831 in Hommarting; † 4. Juni 1909 in Faulquemont) war ein lothringischer Jurist und Mitglied des deutschen Reichstags.

## Leben
Germain machte seine juristischen Studien in Paris und war Advokat am Gerichtshof in Nancy. Später war er Mitglied des Generalrates von Lothringen und des Bezirkstags sowie Grundbesitzer in Hommarting.
Von 1874 bis 1890 war er Mitglied des Deutschen Reichstages für die Elsaß-Lothringische Protestpartei und den Wahlkreis Elsaß-Lothringen 15 (Saarburg, Chateau-Salins).